# Fischer-Hepp-omlegging
De Fischer-Hepp-omlegging is een omlegging waarbij een aromatische N-nitroso (ook bekend als N-nitrosamine) naar een C-nitrosoverbinding wordt omgezet:

Deze reactie, voor het eerst beschreven door de Duitse chemici Otto Fischer en Eduard Hepp in 1886, is van zeker belang omdat para-NO secundaire anilines niet kunnen bereid worden door directe C-nitrosering. De omlegging wordt uitgevoerd door de N-nitrosamine precursor te laten reageren met zoutzuur. De opbrengesten zijn meestal goed, maar andere zuren geven slechte resultaten. Het exacte reactiemechanisme is niet bekend, maar er zijn aanwijzingen dat het een intramoleculaire reactie betreft.